# 高架鉄道

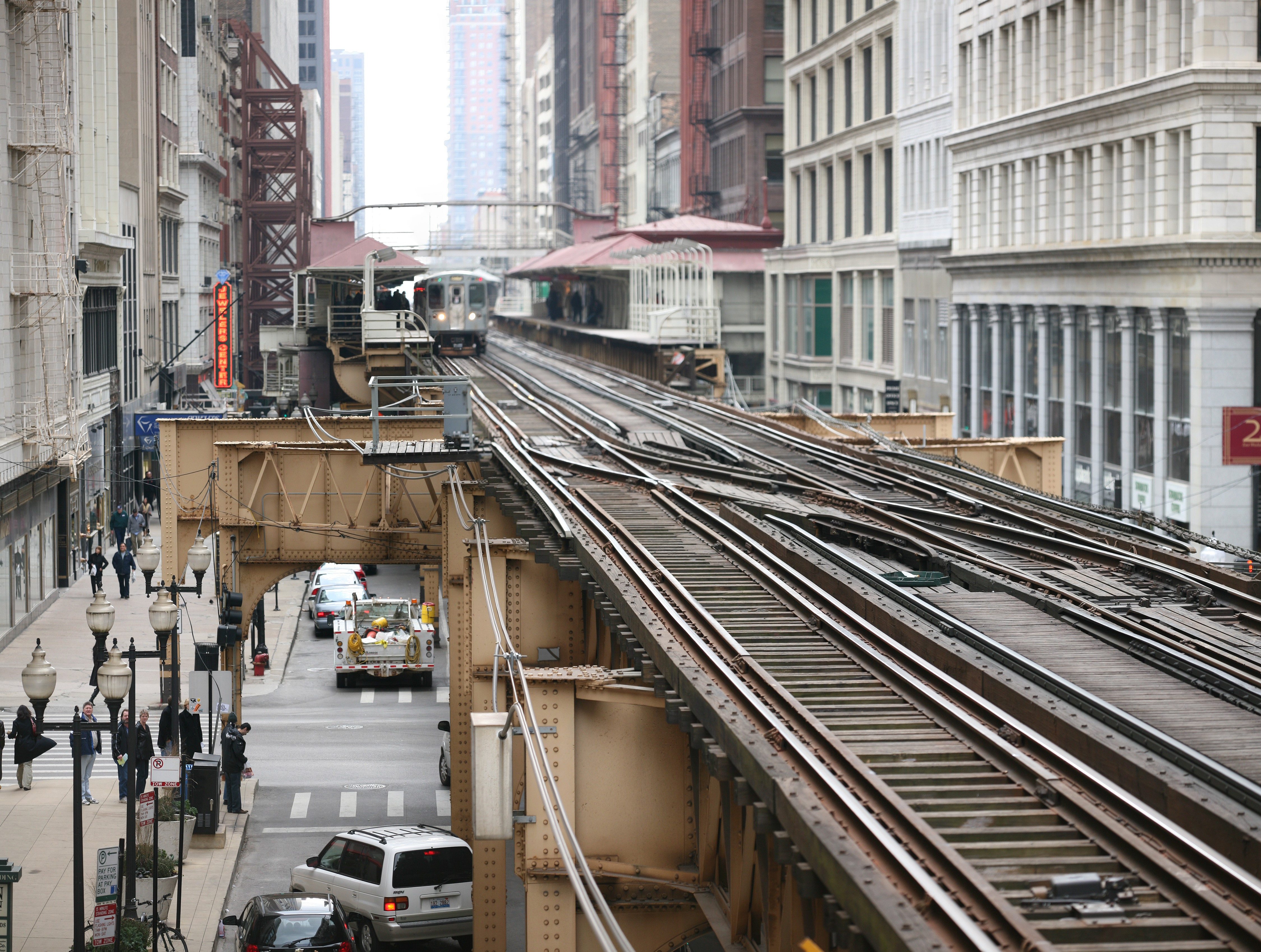
シカゴの高架鉄道「シカゴ・L」

高架鉄道（こうかてつどう、英語: elevated railway）とは、盛土や高架橋により線路を周囲の地面や道路より高い位置に置いた鉄道のこと。人や自動車などのほかの交通と立体交差することにより、都市部でも列車を高速かつ頻繁に運行することができるようになる。

## 概要
都市高速鉄道（ラピッド・トランジット、都市の高速鉄道）として地下鉄とともに用いられる。都市高速鉄道としての高架鉄道は1871年にニューヨークのマンハッタンで実用化された。
地下鉄と比較した場合、高架鉄道は一般に建設費は安いが、線路用地を取得するための費用がかかり、また都市の景観にも悪影響を与えるほか騒音や振動などの公害も引き起こす。19世紀末のパリでは地下鉄（メトロ）の計画にあたって高架案と地下案の利点・欠点が盛んに議論された。その結果パリの地下鉄は大部分を地下線とし、高架区間についても景観に配慮したデザインがなされた。
現代では都心部に新たに建設される高速度鉄道は、地形や接続する既存鉄道路線との関係にもよるが、地下鉄とされるのが一般的である。しかし地価が安く建物がそれほど密集していない郊外では高架鉄道が採用される。またモノレールや新交通システムも高架鉄道の一種であり、道路上の空間などを利用することで土地取得費を抑えている。新幹線のように都市部以外でも高架構造となっている鉄道もある。